# 広瀬神社 (高山市)
広瀬神社（ひろせじんじゃ）は、岐阜県高山市国府町（旧・吉城郡国府町）に鎮座する神社。

## 概要
創建時期は不詳。文禄・慶長の頃は広瀬明神または神明宮と呼ばれていた。
1898年（明治31年）に広瀬神社に改称する。戦後、岐阜県神社庁より銀幣社の指定を受ける。

## 主祭神
- 天照皇大御神

## 境内社
- 秋葉神社[3][4]

## 文化財
- 国府町金蔵獅子

高山市国府町広瀬町、上広瀬、金桶の三地区に伝わる氏神祭典奉納行事。広瀬町では毎年5月の広瀬神社、度瀬神社の例祭で奉納される。岐阜県の重要無形民俗文化財に指定されている。